# Carole Bayer Sager
Carole Bayer Sager (Brooklyn, 8 de marzo de 1947) es una letrista, cantante y compositora estadounidense.

## Biografía
Nacida en Nueva York Sager escribió su primer éxito llamado "A Groovy Kind Of Love" en 1966 mientras era estudiante de la Escuela de Música Fiorello H. LaGuardia. Fue grabado por la banda inglesa The Mindbenders alcanzando el número 2 de Billboard. La canción fue posteriormente grabada por Sonny & Cher, Petula Clark y Phil Collins, cuya versión para la película Buster llegó al número 1 en 1988.
Sager se graduó de la Universidad de Nueva York en inglés, arte dramático y locución. Su primera grabación como cantante fue en 1977 con el álbum Carole Bayer Sager que incluía la canción número 1 "You're Moving Out Today." El álbum llegó a ser platino en Japón, Australiay el Reino Unido. A continuación lanzó ...Too en 1978 y un tercer y último álbum coproducido por Burt Bacharach llamado Sometimes Late at Night de 1981 que incluía el éxito "Stronger Than Before" que posteriormente fue grabado por Dionne Warwick y Chaka Khan.
Muchas de sus canciones fueron coescritas con su anterior esposo, el compositor Burt Bacharach. También ha colaborado con Debbie Gibson, Marvin Hamlisch, Peter Allen, Bruce Roberts, Neil Sedaka, David Foster, Albert Hammond, Quincy Jones, Michael McDonald, James Ingram, Donald Fagen, Babyface y Clint Eastwood.
Sager ha ganado un Óscar (seis nominaciones), un Grammy (nueve nominaciones), dos Globos de Oro (siete nominaciones). 
El Premio Óscar fue por la canción "Arthur's Theme (Best That You Can Do)" de la película Arthur de 1981. Compartió el galardón con Peter Allen, Burt Bacharach y Christopher Cross. El premio Grammy fue por Canción del Año en 1987 por "That's What Friends Are For" que interpretaron Dionne Warwick, Stevie Wonder, Gladys Knight y Elton John que llegó al número uno.
Vive en Los Ángeles, California, con su actual esposo Robert Daly antiguo gerente del equipo de béisbol Los Angeles Dodgers. Daly es gerente de la organización Save The Children y consejero de Tom Freston y Brad Grey en Paramount Pictures (Viacom). Sager tiene un hijo de su anterior matrimonio llamado Cristopher Bacharach.

## Artistas que han tenido éxitos con canciones de Bayer Sager
- Anita Baker ("When You Love Someone")
- Aretha Franklin ("Someone Else's Eyes", "Ever Changing Times")
- Barbra Streisand ("Niagara", "Love Light", "You and Me for Alway" "One More Time Around")
- Bernadette Peters ("Only Wounded" and "Sweet Alibi")
- Bette Midler ("Blueberry Pie", "My One True Friend (Theme from One True Thing)")
- Bob Dylan ("Under Your Spell")
- Carly Simon ("Nobody Does It Better")
- Céline Dion & Andrea Bocelli ("The Prayer" )
- Christopher Cross ("Arthur's Theme (Best That You Can Do)")
- Dusty Springfield ("Dream On", "Home to Myself", "I'd Rather Leave While I'm in Love")
- Carole King ("Anyone At All").
- Debbie Gibson ("Goodbye").
- Diana Krall ("Why Should I Care")
- Diana Ross (It's My Turn)
- Dionne Warwick & Friends (Gladys Knight, Elton John y Stevie Wonder) ("That's What Friends Are For")
- Dionne Warwick ("Extravagant Gestures" "Love Power" "Stronger Than Before")
- Dolly Parton ("You're The Only One", "Heartbreaker", "The Day I Fall In Love")
- Frank Sinatra ("You and Me (We Wanted It All)")
- Helen Reddy ("A Bit of OK", "Ah, My Sister", "Never Say Goodbye")
- Johnny Mathis ("Fly Away" "When I Need You" "Midnight Blue")
- John Travolta ("Back Doors Crying")
- Josh Groban & Charlotte Church ("The Prayer")
- Kenny Rogers ("They Don't Make Them Like They Used To")
- Leo Sayer ("When I Need You")
- Liza Minnelli ("More Than I Like You", "Don't Cry Out Loud")
- Melissa Manchester ("Midnight Blue", "Come In From The Rain", "Don't Cry Out Loud", "Through the Eyes of Love")
- Michael Jackson ("It's The Falling In Love", "You Are My Life", "We've Had Enough")
- Neil Diamond ("Heartlight" "On The Way To The Sky" "Front Page Story" "Crazy")
- Patti LaBelle ("On My Own", "Sleep With Me Tonight", "Need a Little Faith")
- Peter Allen ("Fly Away" "Everything Old Is New Again")
- Roberta Flack ("Maybe")
- Randy Crawford ("One Hello")
- Ray Charles ("Don't You Love Me Anymore")
- Reba McEntire ("On My Own")
- Rita Coolidge ("Fool That I Am" "I'd Rather Leave While I'm In Love")
- Shirley Bassey ("Better Off Alone" )
- The Corrs ("I Never Loved You Anyway", "Don't Say You Love Me")
- Whitney Houston ("(Try It) On My Own")

## Premios y nominaciones
Premios Óscar
| Año  | Categoría              | Canción                                 | Película                      | Resultado |
| ---- | ---------------------- | --------------------------------------- | ----------------------------- | --------- |
| 1978 | Mejor canción original | Nobody Does It Better                   | La espía que me amó           | Nominado  |
| 1982 | Mejor canción original | «Arthur's theme (Best that you can do)» | Arthur, el soltero de oro     | Ganadora  |
| 1994 | Mejor canción original | «The Day I Fall in Love»                | Beethoven 2: la familia crece | Nominada  |
| 1995 | Mejor canción original | «Look What Love Has Done»               | Junior                        | Nominada  |
| 1999 | Mejor canción original | «The Prayer»                            | Quest for Camelot             | Nominada  |